# Promachos (Sohn des Aison)
Promachos (altgriechisch Πρόμαχος Prómachos) ist in der griechischen Mythologie der Sohn des Aison und der Polymede oder Amphinome.
Er ist noch ein Kind, als sein älterer Bruder Iason als Anführer der Argonauten aufbricht, um das Goldene Vlies zu gewinnen. Als Pelias, der Halbbruder des Aison, fälschlicherweise die Nachricht vom Scheitern der Argonauten und Iasons Tod verbreitet, nehmen sich beide Eltern das Leben. Promachos wird von Pelias getötet.